# شانژمان

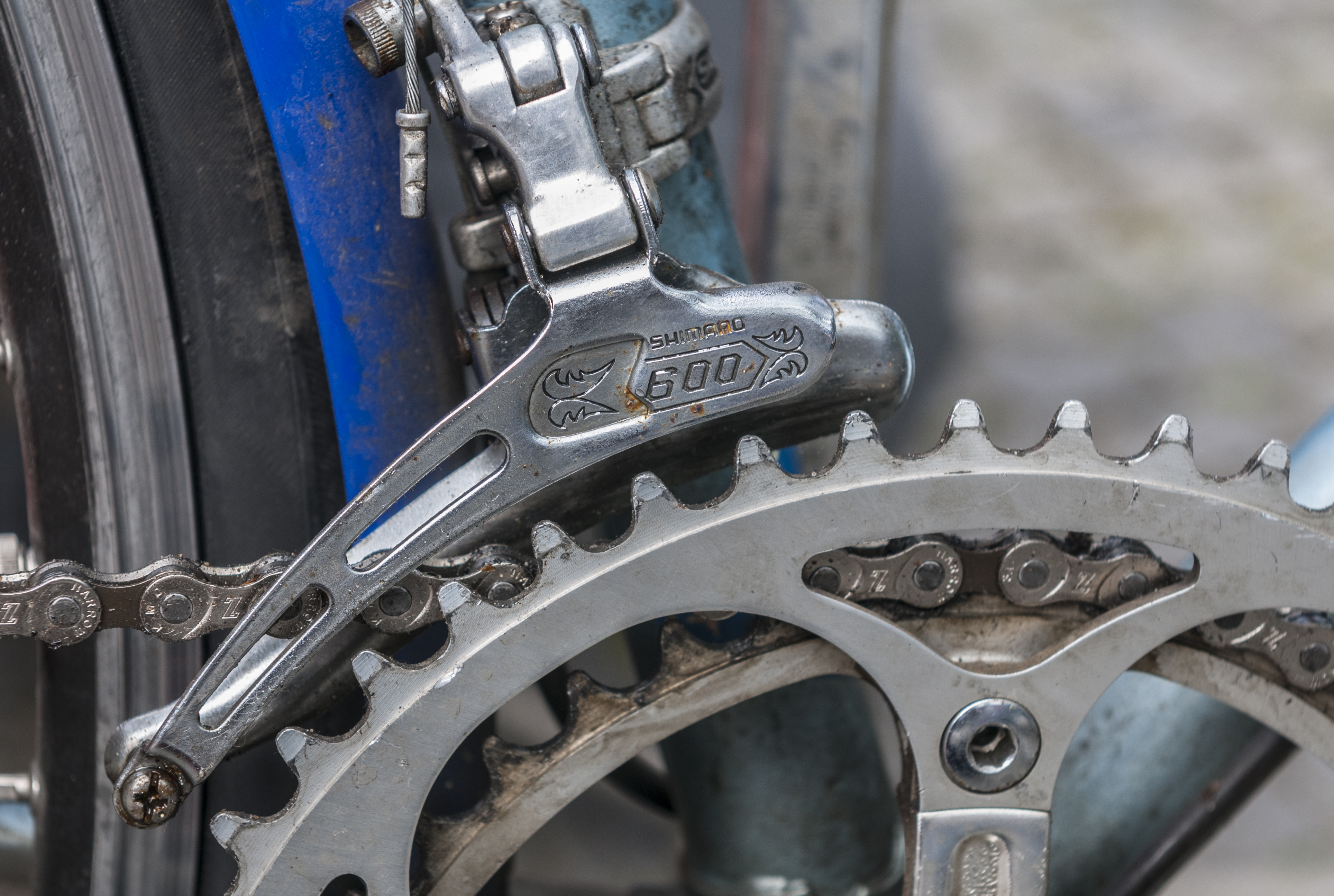
1980: Shimano 600

شانژمان که در کشورهای انگلیسی‌زبان "Rear Derailleur" نامیده می‌شود،در اصل شانژمان ریشه فرانسوی Changements دارد و به معنی تغییر میباشد .قطعه‌ای از اجزای دوچرخه است که در امر انتقال قدرت نقش مؤثری ایفا می‌کند. در دوچرخه‌های مدرن غالباً دو شانژمان در مسیر حرکت زنجیر دوچرخه تعبیه شده‌است. نقش شانژمان جابجایی زنجیر دوچرخه بر روی چرخ زنجیرهای جلو و عقب با کمک هادی‌هایشان است. نیروی موردنیاز حرکت هادی‌ها غالباً به‌وسیلهٔ نیروی وارده از جانب دوچرخه‌سوار به دسته‌دنده، که به‌وسیلهٔ کابل‌های واصل به شانژها متصل می‌گردد، تأمین می‌شود.
تاریخچهٔ نخستین شانژمان‌ها را می‌توان اواخر سدهٔ ۱۸ میلادی دانست. زمانی که پاول دی ویوی، جهانگرد و نویسندهٔ فرانسوی، مشغول مسافرت با دوچرخهٔ خود بود، به فکر ساخت چنین قطعهٔ موردنیازی افتاد. وی سرانجام موفق شد در سال ۱۹۰۵ اولین شانژمان را اختراع کند که قادر بود برای دوچرخه تنها دو دندهٔ متفاوت را ارائه دهد. یک کارخانهٔ سوئیسی اولین خط تولید شانژمان را در سال ۱۹۲۸ راه‌اندازی کرد. مسابقات تور دو فرانس ۱۹۳۷، عرصهٔ نخستین حضور رسمیِ شانژمان در رقابت‌های بین‌المللی دوچرخه‌سواری بود. دوچرخه سواران تا پیش از اجازه یافتن در استفاده از شانژمان، مجبور بودند برای بهره‌گرفتن از چرخ زنجیرهای متفاوت، چرخ عقب دوچرخه خود را تعویض نمایند. یک سال بعد، کارخانه‌ای فرانسوی ایده استفاده از کابل برای تفکیک دسته‌دنده از شانژمان را عملی کرد. در طول دهه‌های بعدی شرکت‌های سن‌تور و کامپگنولو توانستند عملکرد شانژمان‌ها را ارتقا دهند. دههٔ ۱۹۸۰ شاهد ظهور شرکت موفق شیمانو بود که توانسته تا امروز پیشتاز فروش شانژمان در جهان باقی بماند.
شانژمان دوچرخه  از سه بخش اصلی تشکیل شده‌است
1- بازوی نگهدارنده بدنه
بازوی نگهدارنده که به وسیله یک بخش متصل‌کننده آلومینیومی "به نام گوشواره"  به بدنه دوچرخه متصل شده‌است وظیفه ثابت نگاه داشتن  بدنه اصلی شانژمان را دارد. سیم تنظیم دنده هم در این بخش است.
2- بدنه اصلی
بدنه اصلی از دو باند و دو محور تشکیل شده که به کمک یک فنر در داخل بدنه و کشیدگی کابل یا سیم دنده وظیفه تغییر دنده را دارد. بخش اصلی تنظیم دنده و پیچ‌های تنظیم در این بخش وجود دارد.
3-بازوی پایین (بازوی پایی از دو بخش تشکیل شده‌است)
بازوی پایین شانژمان از دو بخش تشکیل شده‌است. 1- "مفصل فنری" که وظیفه جمع کردن زنجیر را دارد. 2- "دو قرقره" یا چرخ دنده که وظیفه هدایت زنجیر روی خودروهای مختلف که حرکت مکانیکی آن باعث تعویض دنده می‌شود، تشکیل شده‌است.